# Compañía Madrileña de Electricidad
La Compañía Madrileña de Electricidad fue una empresa española dedicada a la generación y distribución de energía eléctrica. Debido a la presencia de capital alemán en su accionariado llegó a ser conocida como «La Alemana».

## Historia
La compañía fue fundada el 9 de noviembre de 1889 con capital procedente de la española Gas Madrid y de una compañía vinculada a la alemana AEG, empresa esta última que se encontraba en plena expansión por territorio español. En pocos años la actividad de la Compañía Madrileña de Electricidad creció y para la década de 1890 había instalado centrales eléctricas en Santander, Aranjuez, Jerez de la Frontera, Badajoz, Cabra, Lérida, Puente Genil, Úbeda y Zaragoza. En 1912 se fusionó con otras empresas del sector para dar lugar a la Unión Eléctrica Madrileña (UEM).